# هنري سيلي (ممثل)
هنري سيلي (بالإنجليزية: Henry Cele)‏ هو ممثل ولاعب كرة قدم جنوب إفريقي ولد بتاريخ 30 يناير 1949 وتوفي بتاريخ 2 نوفمبر 2007.

## حياته
كان حارس مرمى لنادي أمازولو وبعد اعتزاله أصبح ممثل وأبرز أعماله هو فيلم الشبح والظلام.

## وصلات خارجية
- هنري سيلي على موقع IMDb (الإنجليزية)
- هنري سيلي على موقع ألو سيني (الفرنسية)
- هنري سيلي على موقع أول موفي (الإنجليزية)
- هنري سيلي على موقع قاعدة بيانات الأفلام السويدية (السويدية)
- هنري سيلي على موقع قاعدة بيانات الفيلم (الإنجليزية)
- هنري سيلي على موقع كينوبويسك (الروسية)

صفحته على IMDb